# Vale de Jizreel

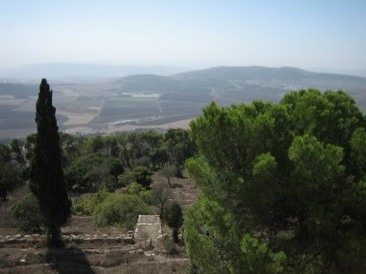
Panorâmica do vale de Jizreel visto do monte Tabor, que marca o limite norte dessa pequena planície

O vale de Jizreel (ou de Jezrael, ou de Jezreel) também chamado planície de Esdrelão (em hebraico: עמק יזרעאל‎; romaniz.: Emek Yizreél; em árabe: مرج ابن عامر‎; romaniz.: Marj ibn Ámer) é uma grande planície fértil e um vale interno no sul da região da Galileia, parte norte de Israel.

## Etimologia
O vale de Jizreel deve o seu nome à antiga cidade de Jezrael (em árabe: زرعين; romaniz.: Zir'in) situada em uma pequena colina com vista para o limite sul do vale, embora alguns estudiosos pensem que o nome da cidade originou-se do nome do clã que a fundou. A cidade é mencionada na Estela de Merneptá. Em português também se usa o topónimo planície de Esdrelão (do grego koiné Esdraelon).

## História
As primeiras referências históricas datam dos séculos XV e XIII a.C., quando aconteceram respectivamente as guerras de Megido e Kadesh, onde os exércitos do Antigo Egito dos faraós tentaram subjugar os cananeus. No período bíblico, as tribos de Aser, Zebulom e Isaccar detiveram o domínio do vale, a primeira na parte litorânea, a segunda no centro e a terceira na região que chega ao rio Jordão. Os árabes chegaram no primeiro século da Hégira, trazendo com eles o islã. Por ser local estratégico, de passagem de mercadores e viajantes que cruzavam a Palestina histórica, o vale de Jizreel foi palco de inúmeras batalhas, como por exemplo a de Ain Jalut (em árabe: عين جالوت), não longe do monte Gilboa, em 1260. Nessa batalha sangrenta, os mamelucos lutaram contra os mongóis, que estavam a planejar invadir o Egito.
Depois da Primeira Guerra Mundial, os turcos foram substituídos pelos ingleses no controle da área (ver Mandato Britânico). Até 1949, porém, a maioria das terras da região ainda estava em mãos de donos árabes, e muitos deles fugiram ou foram expulsos durante o conflito árabe-israelense, e hoje o vale de Jizreel é uma área predominantemente judaica. Os judeus começaram a chegar em massa no começo dos anos 20, e fundaram inúmeros kibutzim e moshavim, inclusive Nahalal, o mais antigo moshav, que foi criado em 1921.

## Geografia
O vale é limitado ao sul pelos planaltos de Samaria e pelo monte Gilboa, ao norte pela Baixa Galileia, ao oeste pela cordilheira do monte Carmelo e ao leste pelo vale do Jordão. É a vertente norte do que um dia foi um braço do mar Morto, antes deste ter-se separado do Mediterrâneo, há muitos milhares de séculos. Estando no norte do país, o vale é servido por chuvas mais que o Negueve, a sul, o que favorece a agricultura. O rio Quisom atravessa-o, desembocando na cidade de Haifa.

## Principais cidades
- Afula, 40 000 habitantes. Cidade em desenvolvimento, é o principal centro econômico do vale, sendo conhecida como sua "capital". É a maior cidade judaica da Galileia, embora em população seja menor que Nazaré, de maioria árabe.
- Bete-Seã, 17 000 habitantes. Pequena cidade, importante ponto de referência para os povoados do sul do Lago Kinneret e do norte do vale do Jordão.